# Solomys sapientis
Solomys sapientis is een knaagdier uit het geslacht Solomys dat voorkomt op Santa Isabel en mogelijk op Malaita en San Cristobal in de Salomonseilanden. Er zijn acht exemplaren bekend.
Na S. ponceleti is dit de grootste soort van het geslacht. Hij heeft een roodachtige rug en lange voeten. De kop-romplengte bedraagt 188 tot 215 mm, de staartlengte 190 tot 257 mm, de achtervoetlengte 50 tot 67,4 mm en de oorlengte 17,5 tot 19 mm.
Timothy Flannery heeft op Malaita en San Cristobal gehoord dat er in de jaren '20 van de 20e eeuw een rat voorkwam lijkend op S. sapientis, maar die is nu waarschijnlijk uitgestorven. Het is onzeker of dat inderdaad S. sapientis was.
Solomys ponceleti · Solomys salamonis · Solomys salebrosus · Solomys sapientis · Solomys spriggsarum